# Carl Klingberg
Carl Klingberg (* 28. Januar 1991 in Göteborg) ist ein schwedischer Eishockeyspieler, der seit November 2024 bei Tampereen Ilves aus der finnischen Liiga unter Vertrag steht und dort auf der Position des rechten Flügelstürmers spielt. Zuvor verbrachte Klingberg unter anderem vier Jahre für die Organisation der Atlanta Thrashers bzw. Winnipeg Jets in der National Hockey League (NHL).

## Karriere
Carl Klingberg begann seine Karriere als Eishockeyspieler in seiner Heimatstadt in der Nachwuchsabteilung des Frölunda HC, für dessen Profimannschaft er in der Saison 2008/09 sein Debüt in der Elitserien, der höchsten schwedischen Spielklasse, gab. Dabei erzielte er in zehn Spielen zwei Tore und gab eine Vorlage. In der folgenden Spielzeit konnte er sich auf sechs Tore und sieben Vorlagen in insgesamt 49 Spielen für Frölunda steigern. In seinen ersten beiden Profijahren kam er zudem gelegentlich als Leihspieler für den Borås HC aus der HockeyAllsvenskan, der zweiten schwedischen Spielklasse, zum Einsatz. Insgesamt erzielte er für die Mannschaft in zwölf Zweitligapartien vier Tore und sieben Vorlagen.

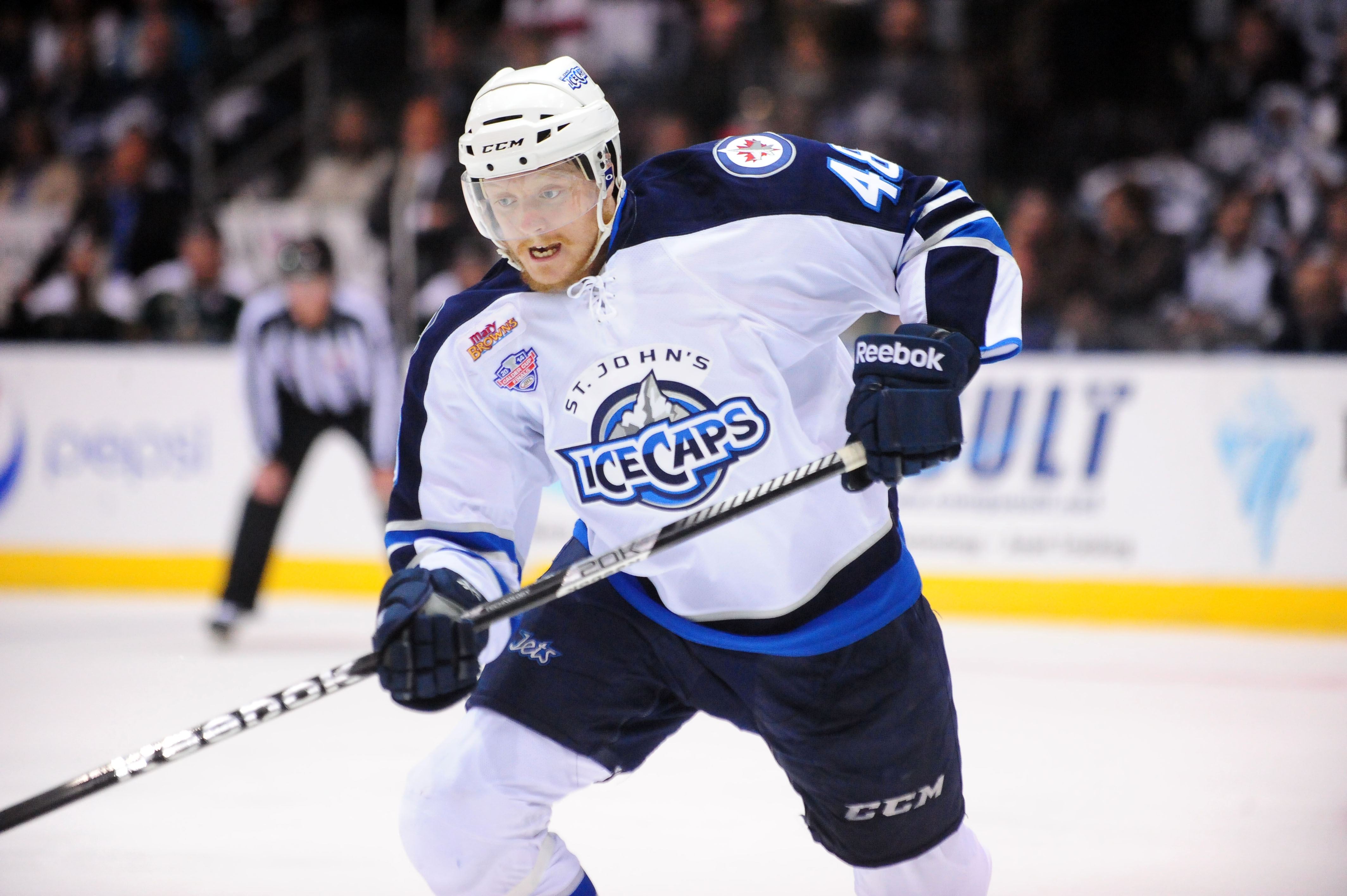
Klingberg im Trikot der St. John’s IceCaps (2014)

Am 31. Mai 2010 unterschrieb Klingberg einen Vertrag bei den Atlanta Thrashers, die ihn zuvor im NHL Entry Draft 2009 in der zweiten Runde als insgesamt 34. Spieler ausgewählt hatten. Die Atlanta Thrashers verliehen ihn anschließend wieder an den Frölunda HC, bei dem er den Großteil der Saison 2010/11 verbrachte. Ende Januar 2011 wechselte er als Leihspieler innerhalb der Elitserien zum Timrå IK, für den er in elf Spielen drei Tore und zwei Vorlagen erzielte. Daraufhin wurde er von Atlanta nach Nordamerika beordert, wo er für Atlantas Farmteam Chicago Wolves in acht Spielen in der American Hockey League (AHL) ein Mal traf. Für die Thrashers selbst gab er am 10. April 2011 im Heimspiel gegen die Pittsburgh Penguins sein Debüt in der National Hockey League (NHL). Im Sommer 2011 wurden die Atlanta Thrashers nach Winnipeg in der kanadischen Provinz Manitoba umgesiedelt und Klingberg schloss sich deren Nachfolgeteam Winnipeg Jets an.
Nach vier Jahren in Winnipeg verpflichteten ihn die New York Rangers im März 2015 und gaben dafür Lee Stempniak an die Jets ab. In der Folge beendete Klingberg die Saison beim Hartford Wolf Pack, dem Farmteam der Rangers aus der AHL, und wechselte im Anschluss zu Torpedo Nischni Nowgorod in die Kontinentalen Hockey-Liga (KHL). Dort absolvierte er eine Spielzeit, ehe sein Vertrag im April 2016 in beiderseitigem Einvernehmen aufgelöst wurde. Am 30. Juni 2016 gab der EV Zug aus der Schweizer National League A (NLA) Klingbergs Verpflichtung bekannt. Zur Saison 2023/24 kehrte er in seine Heimat zum Frölunda HC zurück, wo er bis Ende November 2024 spielte. Anschließend wechselte er in der laufenden Saison zu Tampereen Ilves in die finnische Liiga.

### International
Für Schweden nahm Klingberg an der U18-Junioren-Weltmeisterschaft 2009 sowie den U20-Junioren-Weltmeisterschaften 2010 und 2011 teil. Bei der U20-Weltmeisterschaft 2010 gewann er mit seiner Mannschaft die Bronzemedaille.
Sein internationales Debüt in der A-Nationalmannschaft gab der Stürmer im Rahmen der Weltmeisterschaft 2017, bei der sich die Schweden den Weltmeistertitel sicherten. Einen weiteren WM-Einsatz hatte er vier Jahre später bei der Weltmeisterschaft 2021. Zudem stand Klingberg im schwedischen Aufgebot bei den Olympischen Winterspielen 2018 im südkoreanischen Pyeongchang und den Olympischen Winterspielen 2022 in der chinesischen Landeshauptstadt Peking.

## Erfolge und Auszeichnungen
- 2017 Schweizer Vizemeister mit dem EV Zug
- 2019 Schweizer Cupsieger mit dem EV Zug
- 2021 Schweizer Meister mit dem EV Zug
- 2022 Schweizer Meister mit dem EV Zug

### International
- 2010 Bronzemedaille bei der U20-Junioren-Weltmeisterschaft
- 2017 Goldmedaille bei der Weltmeisterschaft

## Karrierestatistik
Stand: Ende der Saison 2024/25

### International
Vertrat Schweden bei:
| - U18-Junioren-Weltmeisterschaft 2009 - U20-Junioren-Weltmeisterschaft 2010 - U20-Junioren-Weltmeisterschaft 2011 - Weltmeisterschaft 2017 | - Olympischen Winterspielen 2018 - Weltmeisterschaft 2021 - Olympischen Winterspielen 2022 - Weltmeisterschaft 2022 |

(Legende zur Spielerstatistik: Sp oder GP = absolvierte Spiele; T oder G = erzielte Tore; V oder A = erzielte Assists; Pkt oder Pts = erzielte Scorerpunkte; SM oder PIM = erhaltene Strafminuten; +/− = Plus/Minus-Bilanz; PP = erzielte Überzahltore; SH = erzielte Unterzahltore; GW = erzielte Siegtore; 1 Play-downs/Relegation; Kursiv: Statistik nicht vollständig)